# Michele Vitali
Michele Vitali, né le 31 octobre 1991 à Bologne, en Italie, est un joueur italien de basket-ball, évoluant au poste d'arrière.

## Biographie
Formé dans les équipes de jeunes de la Virtus Bologne, il dispute 3 bouts de match en première division durant la période 2008-2010. Prêté au Sporting Club Gira pour la saison 2010-2011, il retourne à Bologne en 2011-2012, où il fait 3 autres apparitions en championnat.
Le 11 octobre 2012, il résilie son contrat avec la Virtus et rejoint le club voisin Biancoblù Basket Bologna.
Il participe au championnat d'Europe des moins de 20 ans à Bilbao en 2011 avec l’équipe d’Italie des moins de 20 ans, remportant la médaille d’argent.
Lors de la saison 2015-2016, il porte de nouveau le maillot de la Virtus Bologne.
Durant la saison 2016-2017, il rejoint son frère Luca, à Brescia.
Le 10 juillet 2018, Vitali quitte Brescia pour signer un contrat de deux ans avec Andorra.
Le 24 juillet 2019, après de longues négociations, la Dinamo Basket Sassari officialise son recrutement.
Il participe aux Jeux olympiques 2020 avec la sélection italienne.
Le 28 juillet 2020, le club allemand de Bamberg annonce sa signature.
Michele Vitali rejoint la Reyer Maschile Venezia pour la saison 2021-2022.
Le 6 août 2022, l’agence de représentation Sigma Sport annonce officiellement son transfert de Venise à la Pallacanestro Reggiana.

## Palmarès
- Finaliste du championnat d'Europe des moins de 20 ans 2011
- Lliga Catalana de Bàsquet 2018
- Supercoupe d'Italie 2019